# ستيوارت بيك
ستيوارت بيك (بالإنجليزية: Stuart Beck)‏ هو دبلوماسي ومحامي وسياسي أمريكي وبالاوي، ولد في 23 ديسمبر 1946 في مانهاتن في الولايات المتحدة، وتوفي بنفس المكان في 29 فبراير 2016 بسبب سرطان الكلية.